# Уэдлок, Билли
Уи́льям Джон Уэ́длок (англ. William John Wedlock; 28 октября 1880 — 25 января 1965), более известный как Би́лли Уэ́длок (англ. Billy Wedlock) — английский футболист, центральный хавбек. Всю профессиональную карьеру провёл в английском клубе «Бристоль Сити». Также сыграл 26 матчей за национальную сборную Англии.

## Клубная карьера
Уроженец Бристоля, Билли играл за местные любительские команды «Мэсоник Роверс», «Бристоль Мелроуз» и «Арлингтон Роверс». Он был «мощным хавбеком», «невысоким, но тучным», за что получил прозвище «Толстяк» (Fatty). В начале XX века подписал любительский контракт с клубом «Бристоль Сити», но вплоть до 1905 года играл за полупрофессиональный клуб «Абердэр Атлетик» из Уэльса. В 1905 году подписал с «Бристоль Сити» профессиональный контракт.
В сезоне 1905/06 помог «Бристолю» выиграть Второй дивизион Футбольной лиги и обеспечить выход в высший, Первый дивизион Футбольной лиги. В сезоне 1906/07 «Бристоль Сити» занял второе место в Первом дивизионе (до сих пор является лучшим достижением клуба в истории).
В сезоне 1908/09 помог своей команде добраться до финала Кубка Англии, в котором «Бристоль Сити» с минимальным счётом уступил «Манчестер Юнайтед».
Всего провёл за клуб 391 матч и забил 17 мячей.

## Карьера в сборной
Провёл 26 матчей за сборную Англии с 1907 по 1914 год на позиции центрального хавбека. Его единственным конкурентом на этой позиции в сборной был Чарли Робертс из «Манчестер Юнайтед», против которого он сыграл в финале Кубка Англии 1909 года.
Сыграл на семи Домашних чемпионатах Британии (с 1906 по 1914 год). Сыграл 25 матчей за сборную Англии подряд (с 1907 по 1912 год). С марта 1914 по май 1923 года удерживал рекорд как самый возрастной автор гола за сборную Англии.

## Достижения
Абердэр Атлетик
- Финалист Кубка Уэльса: 1903/04, 1904/05

 Бристоль Сити
- Победитель Второго дивизиона: 1905/06
- Вице-чемпион Англии: 1906/07
- Финалист Кубка Англии по футболу: 1909

 Сборная Англии
- Победитель Домашнего чемпионата Британии: 1907/08 (разделённая победа), 1908/09, 1910/11, 1911/12 (разделённая победа)

## Вне футбола
Билли Уэдлок был каменщиком по профессии. После завершения футбольной карьеры долгие годы был владельцем паба The Star Inn неподалёку от стадиона «Аштон Гейт» (позднее паб был переименован в Wedlocks).

## Личная жизнь
Был дважды женат. Первая жена — Розина Мария Лилли (поженились в июне 1900 года). Вторая жена — Эйда Луиз Оуэн (поженились в июне 1918 года).
Умер 24 января 1965 года в своём доме на Клифф-хаус-роуд в Аштон Гейт, Бристоль, в возрасте 84 лет и 88 дней. Оставил своей жене в наследство в размере 1067 фунтов своей жене, Ada Louise.
Похоронен на кладбище Арнос Вейл в Бристоле.
Фолк-исполнитель Фред Уэдлок был внуком Билли.

## Память
В честь Билли Уэдлока была названа одна из трибун (восточная) стадиона «Аштон Гейт». Трибуна была демонтирована в 2014 году. Также рядом со стадионом раньше находился паб The Wedlock (впоследствии на его месте разместили жилую недвижимость).